# Џавахетске планине
Џавахетске планине (јерм. Ջավախքի լեռնաշղթա; груз. ჯავახეთის ქედი) представљају вулкански планински ланац на Малом Кавказу који се протеже дуж јужних делова Грузије и северне Јерменије (између марзева Лори и Ширак).
Планински ланац дужине око 50 км настао је вулканским ерупцијама најучесталијим у току квартарног периода. Највиши врх целог система је Ачкасар који лежи на надморској висини од 3.196 м. Од осталих врхова висином се издвајају Лејли (3.154 м), Јемликли (3.054 м), Ахриџар (2.973 м) и Шамбијани (2.923 м).
Џавахетске планине (познате и као Кечутско горје) су познате по великој количини падавина због чега се често овај планински ланац назива и Мокра гора. Због тога су падине ових планина обрасле бујним пашњацима и ливадама.
На планини се налазе бројна мала језерца и са ње креће неколико мањих водотока.